# Молочай Сегье
Молоча́й Сегие́ров, или молоча́й Сегье́ (лат. Euphórbia seguieriána), — многолетнее травянистое растение; вид рода Молочай (Euphorbia) семейства Молочайные (Euphorbiaceae).

## Ботаническое описание

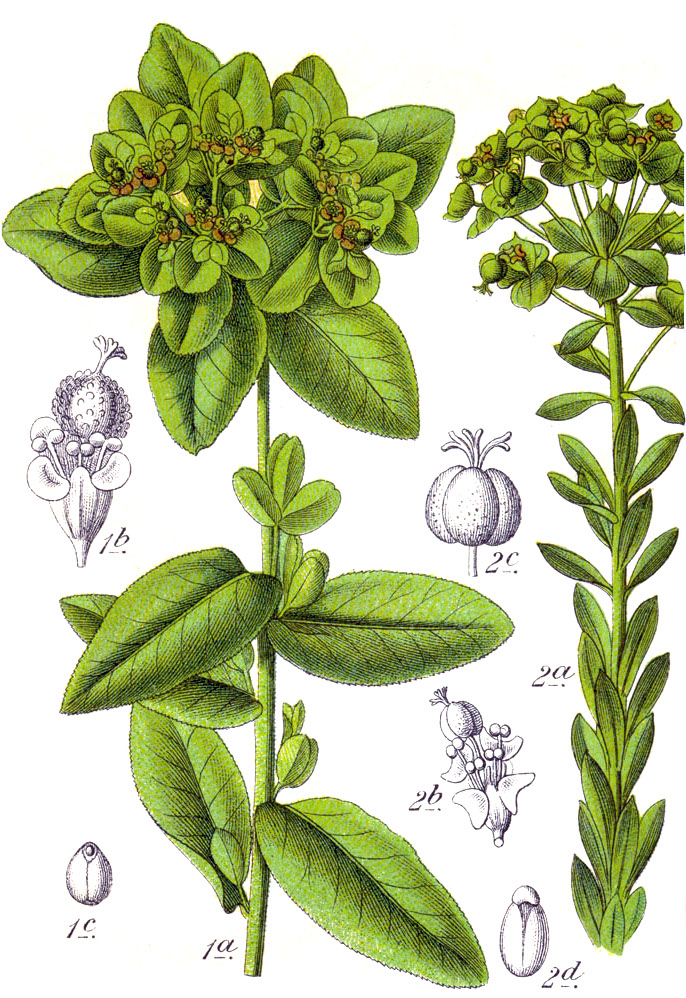
2 — Молочай Сегиеров

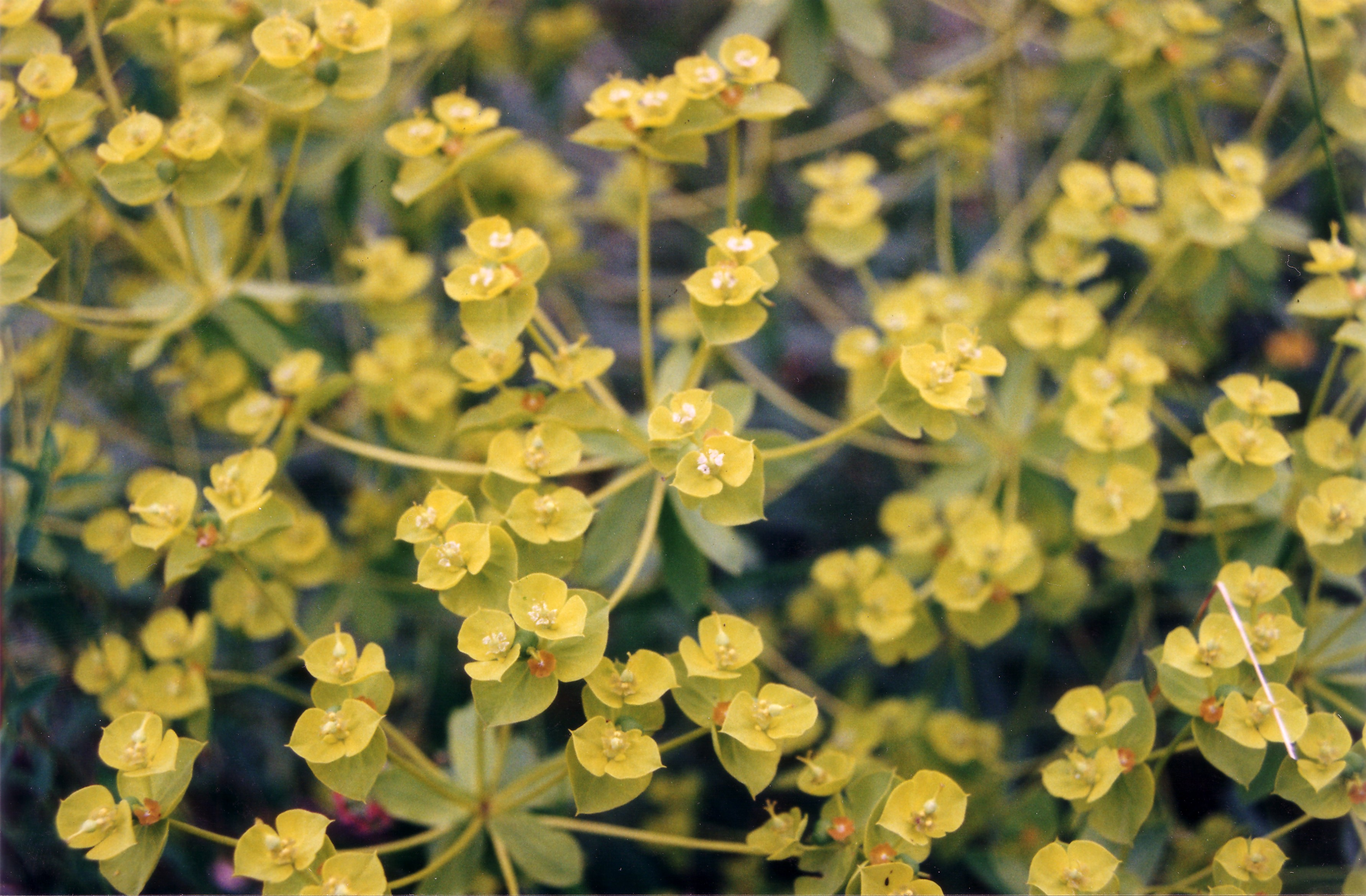
Соцветия

Растение 12—55 см высотой, голое, сизое.
Корень цилиндрический, вертикальный или косо нисходящий, многоглавый. У песчаных экземпляров корни достигают 40 см длины. В условиях засыпания стеблей песком, растение способно развивать придаточные почки, из которых выходят дополнительные ветвления.
Стебли нецветущие и цветущие, только у основания ветвистые, прямостоячие, иногда высотой только с ½ растения, прутьевидные, отмершие долго сохраняющиеся, в нижней части (1,5—5 мм толщиной) обнажённые, с листовыми рубцами, вообще густо олиственные, без нецветущих ветвей, наверху с 1—11 пазушными цветоносами (3—6,5 см длиной).
Низовые листья мелкие, чешуевидные, стеблевые почти сидячие, широко-линейные, нижние лопатчато-линейные или линейно-ланцетовидные или (верхние) яйцевидно-ланцетовидные, 1,3—2,5(2,8) см длиной, 1,5—4(10) мм шириной, туповатые, внезапно остроконечные или чаще (особенно верхние) заострённые, цельнокрайные, плотные, неясно параллельно-трёхжильные, с еле заметными боковыми жилками, голые, вверх направленные, черепитчато кроющие друг друга, на нецветущих побегах часто более длинные (2,5—3,5 см).
Верхушечные цветоносы в числе 5—12, 1,8—6 см длиной, как и пазушные — на конце от одного до трёх раз двураздельные, реже из-за недоразвития одной из ветвей развилины в виде монохазиев-извилин, с парными листочками обёрточек в узлах. Листочки обёртки из округлённого основания яйцевидно-ланцетовидные или линейно-ланцетовидные или ромбически-обратнояйцевидные, 7—14 мм длиной, 3—7 мм шириной, острые, параллельно-трёхжильные; листочки нижних обёрточек из нередко слегка сердцевидного основания треугольно-яйцевидные или почковидные, 3—8 мм длиной, 4—10(12) мм шириной, остроконечные, у верхних обёрточек сильно уменьшенные, округло-ромбические; бокальчик колокольчатый, 2,5—3 мм длиной, 1,5—2 мм в диаметре, снаружи голый, внутри волосистый, с треугольно-яйцевидными или округлыми, острыми или усечёнными, более-менее ресничными лопастями. Нектарники поперечно-продолговатые, 0,7—1 мм шириной, обыкновенно не более, чем в 1½ раза длиннее своей ширины, тупо усечённые, безрогие. Столбики 1,5—2 мм длиной, при основании сросшиеся, двунадрезанные. Цветёт со второй половины мая по июнь—июль.
Плод — конически-яйцевидный трёхорешник, 3—4 мм длиной, 2,5—3,5 мм шириной, слегка трёхбороздчатый, в сечении округлённый, почти гладкий, лишь с еле заметными сосочками, голый. Семена сжато-яйцевидные, 2,3 мм длиной, беловатые, почти гладкие, изредка едва ямчатые, с сидячим, внутрь наклонённым, коническим придатком. Плодоносит во второй половине июня, июле (редко в первой половине августа). Плодоносит с мая по август.
Вид описан из Австрии.

## Распространение и экология
Европа: Австрия, Бельгия, Чехословакия, Германия, Венгрия, Нидерланды, Швейцария, Албания, Болгария, Югославия, Греция, Италия, Румыния, Франция (включая Корсику), Испания; территория бывшего СССР: Европейская часть России (юг), Украина (включая Крым), Кавказ (Армения, Азербайджан, Предкавказье, Дагестан), Средняя Азия (Казахстан, Туркменистан), Западная Сибирь (юго-запад); Азия: Афганистан, Иран, Турция, Пакистан.
Растёт на песках (иногда сыпучих), также на каменистых склонах, на известковой почве и на мелу, в ковыльно-разнотравной и кустарниковой степи, иногда на залежах и выгонах, по речным галечникам; в горах до 1250 м над уровнем моря.

## Значение и применение
Медовая продуктивность сплошных зарослей в благоприятные годы 150—270 кг на гектар. Медосбор в пересчете на одну сильную пчелиную семью 44,1 кг за сезон. Молочайный мёд имеет горьковатый вкус и особый аромат.
Зафиксированы случаи отравления со смертельным исходом в овцеводческих совхозах «Моздокский» №7 и 8 Курского района, в совхозе «Каясулинский»  Нефтекумского района Ставропольского края. Отравления в указанных совхозах вызваны выпасом голодных животных, которых не подкармливали перед выгоном на пастбище сеном, силосом, концентрированными кормами. Весной молочай опередил росте кормовые травы и животные вынужденно поедали его молодые сочные побеги. Отравления овец усиливается летом, когда пастбища выгорают и молочай остается почти единственным вегетирующим растением, нередко в обилии произрастающим на природных выгонах и пастбищах.

## Таксономия
|  |                                      |  |                                                             |                                                             |                      |  | ещё 36 семейств (согласно Системе APG II), в том числе Маковые | ещё 36 семейств (согласно Системе APG II), в том числе Маковые |                         |  |  |  | ещё ≈2000 видов |
|  |                                      |  |                                                             |                                                             |                      |  | ещё 36 семейств (согласно Системе APG II), в том числе Маковые | ещё 36 семейств (согласно Системе APG II), в том числе Маковые |                         |  |  |  | ещё ≈2000 видов |
|  |                                      |  |                                                             | порядок Мальпигиецветные                                    |                      |  |                                                                |                                                                | род Молочай (Euphorbia) |  |  |  |                 |
|  |                                      |  |                                                             | порядок Мальпигиецветные                                    |                      |  |                                                                |                                                                | род Молочай (Euphorbia) |  |  |  |                 |
|  | отдел Цветковые, или Покрытосеменные |  |                                                             |                                                             | семейство Молочайные |  |                                                                |                                                                | вид Молочай Сегиеров    |  |  |  |                 |
|  | отдел Цветковые, или Покрытосеменные |  |                                                             |                                                             | семейство Молочайные |  |                                                                |                                                                |                         |  |  |  |                 |
|  |                                      |  | ещё 44 порядка цветковых растений (согласно Системе APG II) | ещё 44 порядка цветковых растений (согласно Системе APG II) |                      |  |                                                                | ещё >300 родов                                                 | ещё >300 родов          |  |  |  |                 |
|  |                                      |  |                                                             | ещё 44 порядка цветковых растений (согласно Системе APG II) |                      |  |                                                                |                                                                | ещё >300 родов          |  |  |  |                 |